# Lista dos campeões mundiais de boxe dos super-médios
Esta é uma lista cronológica dos campeões mundiais no boxe na categoria dos super-médios, iniciada a partir de 1984, que foi o ano em que surgiu o primeiro campeão nesta categoria, de um embate travado entre Murray Sutherland e Ernie Singletary. 
A Federação Internacional de Boxe foi a primeira entidade a criar a categoria dos super-médios, sendo seguida pela Associação Mudial de Boxe e Conselho Mundial de Boxe somente alguns anos mais tarde. 
As quatro principais entidades no mundo do boxe são:
- Associação Mundial de Boxe (AMB), fundada em 1921, quando ainda se chamava Associação Nacional de Boxe (ANB).
- Conselho Mundial de Boxe (CMB), criado em 1963.
- Federação Internacional de Boxe (FIB), criado em 1983.
- Organização Mundial de Boxe (OMB), fundada em 1988.

## Federação Internacional de Boxe
| Conquista do título | Perda do título         | Campeão              | Campeão        | Reconhecimento | Manutenção do cinturão (número de defesas vencidas) |
| --- | ----------------------- | -------------------- | -------------- | -------------- | --------------------------------------------------- |
| 28 de março de 1984 | 22 de julho de 1984     | Murray Sutherland    | Estados Unidos | FIB            | 0                                                   |
| Murray Sutherland e Ernie Singletary se enfrentaram, em 28 de março de 1984, ma primeira luta dos super-médios.         |                         |                      |                |                |                                                     |
| 22 de julho de 1984 | 11 de março de 1988     | Chong-Pal Park       | Coreia do Sul  | FIB            | 8                                                   |
| Chong-Pal abdicou de seu título da FIB, no intuito de buscar o cinturão inaugural da AMB na categoria dos super-médios. |                         |                      |                |                |                                                     |
| 11 de março de 1988 | 27 de janeiro de 1990   | Graciano Rocchigiani | Alemanha       | FIB            | 3                                                   |
| Rocchigiani decidiu subir para a categoria dos meios-pesados; seu título da FIB foi declarado vago.                     |                         |                      |                |                |                                                     |
| 27 de janeiro de 1990                                                                                                   | 18 de maio de 1991      | Lindell Holmes       | Estados Unidos | FIB            | 3                                                   |
| 18 de maio de 1991 | 10 de janeiro de 1992   | Darrin Van Horn      | Estados Unidos | FIB            | 1                                                   |
| 10 de janeiro de 1992                                                                                                   | 13 de fevereiro de 1993 | Iran Barkley         | Estados Unidos | FIB            | 0                                                   |
| 13 de fevereiro de 1993                                                                                                 | 18 de novembro de 1994  | James Toney          | Estados Unidos | FIB            | 3                                                   |
| 18 de novembro de 1994                                                                                                  | 22 de novembro de 1996  | Roy Jones Jr.        | Estados Unidos | FIB            | 5                                                   |
| Jones Jr decidiu subir para a categoria dos meios-pesados; seu título da FIB foi declarado vago.                        |                         |                      |                |                |                                                     |
| 21 de junho de 1997 | 24 de outubro de 1998   | Charles Brewer       | Estados Unidos | FIB            | 3                                                   |
| 24 de outubro de 1988                                                                                                   | 27 de março de 2004     | Sven Ottke           | Alemanha       | FIB            | 17                                                  |
| Ottke anunciou sua aposentadoris em 2004; seu título da FIB foi declarado vago.                                         |                         |                      |                |                |                                                     |
| 2 de outubro de 2004 | 4 de março de 2006      | Jeff Lacy            | Estados Unidos | FIB            | 1                                                   |
| 4 de março de 2006 | 27 de novembro de 2006  | Joe Calzaghe         | Reino Unido    | FIB            | 1                                                   |
| Calzaghe abdicou de seu título da FIB, em favor de defender seu cinturão da OMB dos super-médios.                       |                         |                      |                |                |                                                     |
| 3 de março de 2007 | 19 de outubro de 2007   | Alejandro Berrio     | Colômbia       | FIB            | 0                                                   |
| 19 de março de 2007 | 26 de maio de 2012      | Lucian Bute          | Roménia        | FIB            | 9                                                   |
| 26 de maio de 2012 | 3 de fevereiro de 2015  | Carl Froch           | Reino Unido    | FIB            | 4                                                   |
| Anunciou aposentadoria e vagou o título.                                                                                |                         |                      |                |                |                                                     |
| 23 de maio de 2015 | Presente                | James DeGale         | Reino Unido    | FIB            | 3                                                   |

## Associação Mundial de Boxe
| Conquista do título                                                                                    | Perda do título         | Campeão              | Campeão        | Reconhecimento        | Manutenção do cinturão (número de defesas vencidas) |
| --- | ----------------------- | -------------------- | -------------- | --------------------- | --------------------------------------------------- |
| 6 de dezembro de 1987                                                                                  | 23 de maio de 1988      | Chong-Pal Park       | Coreia do Sul  | AMB                   | 1                                                   |
| 23 de maio de 1988                                                                                     | 28 de maio de 1989      | Fulgencio Obelmejias | Venezuela      | AMB                   | 0                                                   |
| 28 de maio de 1989                                                                                     | 30 de março de 1990     | In-Chul Baek         | Coreia do Sul  | AMB                   | 2                                                   |
| 30 de março de 1990                                                                                    | 5 de maio de 1991       | Christophe Tiozzo    | França         | AMB                   | 2                                                   |
| 5 de maio de 1991                                                                                      | 12 de setembro de 1992  | Victor Cordoba       | Panamá         | AMB                   | 1                                                   |
| 12 de setembro de 1992                                                                                 | 26 de fevereiro de 1994 | Michael Nunn         | Estados Unidos | AMB                   | 4                                                   |
| 26 de fevereiro de 1994                                                                                | 12 de agosto de 1993    | Steve Little         | Estados Unidos | AMB                   | 0                                                   |
| 12 de agosto de 1994                                                                                   | 12 de junho de 1999     | Frankie Liles        | Estados Unidos | AMB                   | 7                                                   |
| 12 de outubro de 1999                                                                                  | 8 de maio de 2000       | Byron Mitchell       | Estados Unidos | AMB                   | 1                                                   |
| 8 de maio de 2000                                                                                      | 16 de setembro de 2000  | Bruno Girard         | França         | AMB                   | 1                                                   |
| Girard decidiu subir para a categoria dos meios-pesados; seu título da AMB foi declarado vago.         |                         |                      |                |                       |                                                     |
| 3 de março de 2001                                                                                     | 15 de março de 2003     | Byron Mitchell       | Estados Unidos | AMB                   | 2                                                   |
| 15 de março de 2003                                                                                    | 27 de março de 2004     | Sven Ottke           | Alemanha       | AMB (Super-Campeão)   | 4                                                   |
| Ottke recebeu da AMB o título de Super-Campeão; Ottke anunciou sua aposentadoria em 2004.              |                         |                      |                |                       |                                                     |
| 3 de setembro de 2003                                                                                  | 5 de maio de 2004       | Anthony Mundine      | Austrália      | AMB (Campeão Regular) | 1                                                   |
| 5 de maio de 2004                                                                                      | 12 de novembro de 2004  | Manny Siaca          | Porto Rico     | AMB (Campeão Regular) | 0                                                   |
| 12 de novembro de 2004                                                                                 | 4 de novembro de 2007   | Mikkel Kessler       | Dinamarca      | AMB (Super-Campeão)   | 5                                                   |
| Kessler recebeu da AMB o título de Super-Campeão, que estava em aberto desde a aposentadoria de Ottke. |                         |                      |                |                       |                                                     |
| 7 de março de 2007                                                                                     | 28 de maio de 2008      | Anthony Mundine      | Austrália      | AMB (Campeão Regular) | 4                                                   |
| Mundine decidiu descer para a categoria dos pesos-médios; seu título da AMB foi declarado vago.        |                         |                      |                |                       |                                                     |
| 4 de novembro de 2007                                                                                  | 19 de abril de 2008     | Joe Calzaghe         | Reino Unido    | AMB (Super-Campeão)   | 0                                                   |
| Calzaghe decidiu subir para a categoria dos meios-pesados; seu título de Super-Campeão foi extinto.    |                         |                      |                |                       |                                                     |
| 21 de junho de 2008                                                                                    | 21 de novembro de 2009  | Mikkel Kessler       | Dinamarca      | AMB (Super-Campeão)   | 0                                                   |
| Kessler teve seu antigo título de Super-Campeão restaurado pela AMB.                                   |                         |                      |                |                       |                                                     |
| 21 de novembro de 2009                                                                                 | 12 de novembro de 2015  | Andre Ward           | Estados Unidos | AMB (Super-Campeão)   | 6                                                   |
| 21 de novembro de 2009                                                                                 | julho de 2011           | Dimitri Sartison     | Alemanha       | AMB (Campeão Regular) | 1                                                   |
| Sartison deixou seu título da AMB vago.                                                                |                         |                      |                |                       |                                                     |
| 26 de agosto de 2011                                                                                   | agosto de 2012          | Károly Balzsay       | Hungria        | AMB (Campeão Regular) | 1                                                   |
| Título retirado por inatividade.                                                                       |                         |                      |                |                       |                                                     |
| 26 de agosto de 2011                                                                                   | 8 de dezembro de 2012   | Brian Magee          | Reino Unido    | AMB (Campeão Regular) | 0                                                   |
| 8 de dezembro de 2012                                                                                  | 25 de maio de 2013      | Mikkel Kessler       | Dinamarca      | AMB (Campeão Regular) | 0                                                   |
| 25 de maio de 2013                                                                                     | 8 de maio de 2015       | Carl Froch           | Reino Unido    | AMB (Campeão Regular) | 2                                                   |
| 9 de maio de 2015                                                                                      | 6 de janeiro de 2016    | Fedor Chudinov       | Rússia         | AMB (Campeão Regular) | 2                                                   |
| Chudinov foi promovido a Super-Campeão.                                                                |                         |                      |                |                       |                                                     |
| 6 de janeiro de 2016                                                                                   | 20 de fevereiro de 2016 | Fedor Chudinov       | Rússia         | AMB (Super-Campeão)   | 0                                                   |
| 20 de fevereiro de 2016                                                                                | 5 de outubro de 2016    | Felix Sturm          | Alemanha       | AMB (Super-Campeão)   | 0                                                   |
| Anunciou aposentadoria e vagou o título.                                                               |                         |                      |                |                       |                                                     |
| 9 de janeiro de 2016                                                                                   | 5 de novembro de 2016   | Giovanni De Carolis  | Itália         | AMB (Campeão Regular) | 1                                                   |
| 5 de novembro de 2016                                                                                  | Presente                | Tyron Zeuge          | Alemanha       | AMB (Campeão Regular) | 2                                                   |
| 27 de maio de 2017                                                                                     | Presente                | George Groves        | Reino Unido    | AMB (Super-Campeão)   | 0                                                   |

## Conselho Mundial de Boxe
| Conquista do título                                                                                | Perda do título        | Campeão           | Campeão        | Reconhecimento | Manutenção do cinturão (número de defesas vencidas) |
| -------------------------------------------------------------------------------------------------- | ---------------------- | ----------------- | -------------- | -------------- | --------------------------------------------------- |
| 7 de novembro de 1988                                                                              | janeiro de 1990        | Sugar Ray Leonard | Estados Unidos | CMB            | 2                                                   |
| Leonard anunciou sua aposentadoria em 1990; seu título da CMB foi declarado vago.                  |                        |                   |                |                |                                                     |
| 15 de dezembro de 1990                                                                             | 3 de outubro de 1992   | Mauro Galvano     | Itália         | CMB            | 2                                                   |
| 3 de outubro de 1992                                                                               | 2 de março de 1996     | Nigel Benn        | Reino Unido    | CMB            | 9                                                   |
| 2 de março de 1996                                                                                 | 6 de julho de 1996     | Thulani Malinga   | África do Sul  | CMB            | 0                                                   |
| 6 de julho de 1996                                                                                 | 12 de outubro de 1996  | Vicenzo Nardiello | Itália         | CMB            | 0                                                   |
| 12 de outubro de 1996                                                                              | 19 de dezembro de 1997 | Robin Reid        | Reino Unido    | CMB            | 3                                                   |
| 19 de dezembro de 1997                                                                             | 27 de março de 1998    | Thulani Malinga   | África do Sul  | CMB            | 0                                                   |
| 27 de março de 1998                                                                                | 23 de outubro de 1999  | Richie Woodhall   | Reino Unido    | CMB            | 0                                                   |
| 23 de outubro de 1999                                                                              | 6 de maio de 2000      | Markus Beyer      | Alemanha       | CMB            | 1                                                   |
| 6 de maio de 2000                                                                                  | 1º de setembro de 2000 | Glenn Catley      | Reino Unido    | CMB            | 0                                                   |
| 1º de setembro de 2000                                                                             | 15 de dezembro de 2000 | Dingaan Thobela   | África do Sul  | CMB            | 0                                                   |
| 15 de dezembro de 2000                                                                             | maio de 2001           | Dave Hilton       | Canadá         | CMB            | 0                                                   |
| Hilton teve seu título da CMB revogado, em virtude de seu sentenciamento à reclusão penitenciária. |                        |                   |                |                |                                                     |
| 10 de julho de 2001                                                                                | 5 de abril de 2003     | Eric Lucas        | Canadá         | CMB            | 3                                                   |
| 5 de abril de 2003                                                                                 | 5 de junho de 2006     | Markus Beyer      | Alemanha       | CMB            | 2                                                   |
| 5 de junho de 2006                                                                                 | 9 de outubro de 2004   | Cristian Sanavia  | Itália         | CMB            | 0                                                   |
| 9 de outubro de 2004                                                                               | 14 de outubro de 2006  | Markus Beyer      | Alemanha       | CMB            | 5                                                   |
| 14 de outubro de 2006                                                                              | 4 de novembro de 2007  | Mikkel Kessler    | Dinamarca      | CMB            | 1                                                   |
| 4 de novembro de 2007                                                                              | 19 de abril de 2008    | Joe Calzaghe      | Reino Unido    | CMB            | 0                                                   |
| Calzaghe decidiu subir para a categoria dos meios-pesados; seu título da CMB foi declarado vago.   |                        |                   |                |                |                                                     |
| 6 de dezembro de 2008                                                                              | 24 de abril de 2010    | Carl Froch        | Reino Unido    | CMB            | 2                                                   |
| 24 de abril de 2010                                                                                | 7 de setembro de 2010  | Mikkel Kessler    | Dinamarca      | CMB            | 0                                                   |
| Kessler anunciou sua aposentadoria em 2010; seu título da CMB foi declarado vago.                  |                        |                   |                |                |                                                     |
| 27 de novembro de 2010                                                                             | 17 de dezembro de 2011 | Carl Froch        | Reino Unido    | CMB            | 1                                                   |
| 17 de dezembro de 2011                                                                             | 11 de abril de 2013    | Andre Ward        | Estados Unidos | CMB            | 1                                                   |
| Título retirado por inatividade.                                                                   |                        |                   |                |                |                                                     |
| 22 de junho de 2013                                                                                | 16 de agosto de 2014   | Sakio Bika        | Camarões       | CMB            | 1                                                   |
| 16 de agosto de 2014                                                                               | 24 de abril de 2015    | Anthony Dirrell   | Estados Unidos | CMB            | 1                                                   |
| 24 de abril de 2015                                                                                | 18 de janeiro de 2017  | Badou Jack        | Suécia         | CMB            | 3                                                   |
| Vagou e subiu para os meio-pesados.                                                                |                        |                   |                |                |                                                     |

## Organização Mundial de Boxe
| Conquista do título                                                                              | Perda do título       | Campeão          | Campeão        | Reconhecimento | Manutenção do cinturão (número de defesas vencidas) |
| ------------------------------------------------------------------------------------------------ | --------------------- | ---------------- | -------------- | -------------- | --------------------------------------------------- |
| 4 de novembro de 1988                                                                            | 28 de abril de 1990   | Thomas Hearns    | Estados Unidos | OMB            | 2                                                   |
| Hearns decidiu subir para a categoria dos meios-pesados; seu título da CMB foi declarado vago.   |                       |                  |                |                |                                                     |
| 21 de setembro de 1991                                                                           | 18 de março de 1995   | Chris Eubank     | Reino Unido    | OMB            | 14                                                  |
| 18 de março de 1995                                                                              | 5 de julho de 1997    | Steve Collins    | Irlanda        | OMB            | 7                                                   |
| Collins anunciou sua aposentadoria em 1997; seu título da OMB foi declarado vago.                |                       |                  |                |                |                                                     |
| 11 de outubro de 1997                                                                            | 19 de abril de 2008   | Joe Calzaghe     | Reino Unido    | OMB            | 23                                                  |
| Calzaghe decidiu subir para a categoria dos meios-pesados; seu título da OMB foi declarado vago. |                       |                  |                |                |                                                     |
| 26 de setembro de 2008                                                                           | 10 de janeiro de 2009 | Denis Inkin      | Rússia         | OMB            | 0                                                   |
| 10 de janeiro de 2009                                                                            | 22 de agosto de 2009  | Károly Balzsay   | Hungria        | OMB            | 1                                                   |
| 22 de agosto de 2009                                                                             | 25 de agosto de 2012  | Robert Stieglitz | Alemanha       | OMB            | 6                                                   |
| 25 de agosto de 2012                                                                             | 23 de março de 2013   | Arthur Abraham   | Alemanha       | OMB            | 1                                                   |
| 22 de março de 2013                                                                              | 1 de março de 2014    | Robert Stieglitz | Alemanha       | OMB            | 2                                                   |
| 1 de março de 2014                                                                               | 9 de abril de 2016    | Arthur Abraham   | Alemanha       | OMB            | 5                                                   |
| 9 de abril de 2016                                                                               | Presente              | Gilberto Ramírez | México         | OMB            | 1                                                   |